# Tvings församling
Tvings församling var en församling i Karlskrona-Ronneby kontrakt, Lunds stift och Karlskrona kommun. Församlingen uppgick 2010 i Fridlevstads församling.
Församlingskyrka var Tvings kyrka.

## Administrativ historik
Församlingen har medeltida ursprung.
1870 utbröts Eringsboda församling. Tvings församling bildade ett eget pastorat före 1870 och mellan 1 maj 1920 och 1961 och mellan 1971 och 1974. 1870-1920 och mellan 1962 och 1970 bildade församlingen pastorat med Eringsboda församling och efter 1975 med Fridlevstads församling.
Församlingen uppgick 1 januari 2010 i Fridlevstads församling.
Församlingskod var 108017.

## Kyrkoherdar
| Ämbetstid | Namn                     | Levnadstid | Övrigt                  |
| --------- | ------------------------ | ---------- | ----------------------- |
|           | Aage                     |            |                         |
| 1584      | Pauill Nielssen          |            |                         |
| 1584–1615 | Morten Thuesson          |            |                         |
| 1616–1648 | Jörgen Povelsson         |            |                         |
| 1649      | Jörgen Mattsson          |            |                         |
| 1651–1672 | Matz Jörgenssen          |            |                         |
| 1673–1711 | Henrich Matthisson Koch  | 1649–1711  |                         |
| 1713–1736 | Samuel Lyckovius         | 1669–1736  |                         |
| 1737–1744 | Per Haegerman            | –1744      |                         |
| 1744–1783 | Nils Hahn                | –1783      |                         |
| 1785–1795 | Nils Adolph Wadman       | 1739–1795  |                         |
| 1796–1802 | Anders Mandelgren        | 1739–1802  |                         |
| 1804–1823 | Mathias Sundius          | 1766–1823  |                         |
| 1824–1829 | Peter Olof Hoffström     | 1781–1829  |                         |
| 1832–1837 | Magnus Lundgren          | 1788–1837  |                         |
|           | N. J. Steénhoff          |            | Vikarierande kyrkoherde |
| 1841–1868 | Jonas Gustaf Malmqvist   | 1793–1868  |                         |
| 1873–1908 | Carl Christian Nordström | –1908      |                         |
| 1911–1933 | Anders Saller            | 1862–1933  |                         |
| 1934–1968 | Gunnar Hagman            | 1901–1987  |                         |
| 1969–1974 | Gösta Berglind           | 1907–1982  |                         |

## Organister, kantorer och klockare
Klockarebostället låg på nr 93.
| Ämbetstid | Namn                   | Levnadstid | Övrigt |
| --------- | ---------------------- | ---------- | ------ |
| 1671      | Bertil Hansson         |            |        |
| 1688      | Jonas Dufva            |            |        |
| 1691      | Nils Giertsson         |            |        |
| 1698–1711 | Nils Löfman            |            |        |
| 1711–1715 | Samuel Moberg          | –1715      |        |
| 1715–1770 | Anders Kullberg        | 1684–1770  |        |
| 1770–1801 | Nils Estberg           | 1742–1801  |        |
| 1801–1803 | Bengt Anders Estberg   | 1774–1803  |        |
| 1803–1826 | Truls Homell           | 1767–1834  |        |
| 1826–1828 | Johan Hindrick Estberg | 1780–1828  |        |
| 1829–1836 | Okänd                  |            |        |
| 1836–1861 | Johan Gustaf Rosenlund | 1804–1861  |        |
| 1861–1907 | Jonas Welander         | 1829–1907  |        |
| 1907–1930 | August Carlsson        | 1867–      |        |
| 1930–1957 | Hugo Erlandsson        | 1893–      |        |
| 1970–     | Sten-Ove Davidsson     | 1923–      |        |
| 1986–1987 | Pia Sundström          |            |        |
| 1987–1991 | Elisabeth Matisson     |            |        |
| 1991–2005 | Jörgen Axelsson        |            |        |
| 2005–2010 | Mari Sjöberg           |            |        |

## Kyrkoväktare
| Ämbetstid | Namn                        | Levnadstid | Övrigt       |
| --------- | --------------------------- | ---------- | ------------ |
|           | Erik Rottenberg             | –1750      |              |
|           | Jonas Ankar                 | –1751      |              |
|           | Johannes Magnusson Klyfvert | 1773–1826  |              |
| 1880–1895 | Anders Isaksson             | 1823–1895  | Kyrkoväktare |
| 1896–1931 | Anton Olsson                | 1874–1944  | Kyrkoväktare |